# 任骏飞
任骏飞（1990年2月4日—），男，山西太原人，中国篮球运动员。曾代表中国参加2017年国际篮联亚洲杯，最终获得第五名。